# Rodopsina
A rodopsina é uma proteína transmembranar que se encontra nos bastonetes, encontrados no epitélio pigmentar da retina dos olhos.

## Estrutura
A rodopsina consta de uma parte protéica, opsina, e uma não protéica que é um derivado da vitamina A, o 11-cis-retinal.
A opsina é uma cadeia polipeptídica formada por aproximadamente 348 aminoácidos, que se distribuem em sete degraus da "hélice alfa" que se situam perpendiculares à membrana, unidas por partes protéicas fora da estrutura.
O grupo carboxilo terminal situa-se na parte citosólica e o grupo amino terminal na posição intradiscal. A porção C-terminal da rodopsina interage com a proteína G transducina.
O 11-cis-retinal se situa unido a uma das hélices alfa no centro da molécula, colocado perpendicularmente, através da ligação ao resíduo de lisina-256 por uma base de Schiff. Esta colocação faz com que a luz se transforme quando incide no 11-cis-retinal, produzindo reações que levam a um impulso nervoso.

## Mecanismo de transdução de sinal
A rodopsina dos Bastonetes absorve fortemente a luz verde azulada e adquire portanto uma tonalidade avermelhada. É responsável pela visão monocromática no escuro.
Quando a luz atinge o 11-cis-retinal, este é convertido a trans-retinal (estado excitado da molécula); a rodopsina interage então com a transducina, causando a substituição de guanosina difosfato por guanosina trifosfato ligado a esta. Neste passo existe uma amplificação de sinal, já que uma molécula de rodopsina é capaz de interagir com centenas de moléculas de transducina. A transducina dissocia-se em dois polipéptidos, sendo que um deles activa a cGMP fosfodiesterase; esta enzima catalisa a conversão de guanosina monofosfato cíclico (cGMP) a 5'-GMP, o que causa o abaixamento dos níveis intracelulares de cGMP. É este abaixamento que despoleta o sinal nervoso, pois causa o fecho de canais transmembranares de cálcio, o que impede a entrada de ions Ca2+ e Na+ na célula, hiperpolarizando a membrana.
O ion Ca2+ continua, no entanto, a sair da célula, o que reduz a sua concentração intracelular. Isto estimula a recuperação da rodopsina através da fosforilação desta pela rodopsina cinase. A proteína arrestina liga-se então à zona C-terminal fosforilada da rodopsina, inactivando-a rapidamente. Ocorre então um processo mais lento de recuperação da rodopsina, em que a arrestina se dissocia desta, ocorre desfosforilação e o trans-retinal se converte a 11-cis-retinal.

## Outras opsinas

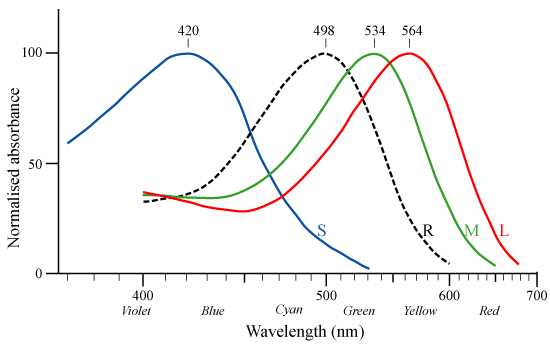
Espectro de absorção normalizado da rodopsina humana e das três fotopsinas. Eixo dos YY: absorvância (valor percentual). Eixo dos XX: comprimento de onda em nanómetros.

Algumas opsinas relacionadas (fotopsinas) diferem em apenas alguns aminoácidos, bastando isso para que absorvam a luz em comprimentos de onda diferentes. Estes pigmentos também se encontram no cones da retina e são a base da visão a cores. Para além da rodopsina, os seres humanos possuem três outras opsinas: fotopsina I (absorve no espectro amarelo), fotopsina II (no verde) e fotopsina III (no violeta).
Algumas espécies de Archaea expressam uma bomba protónica denominada bacteriorodopsina, através da qual executam a fotossíntese. Tal como a rodopsina, também possui retinal e tem sete hélices alfa transmembranares; no entanto, não está associada a uma proteína G.

## Leitura de apoio
- Humphries P, Kenna P, Farrar GJ (1992). «On the molecular genetics of retinitis pigmentosa.». Science. 256 (5058): 804–8. PMID 1589761. doi:10.1126/science.1589761
- Edwards SC (1995). «Involvement of cGMP and calcium in the photoresponse in vertebrate photoreceptor cells.». The Journal of the Florida Medical Association. 82 (7): 485–8. PMID 7673885
- al-Maghtheh M, Gregory C, Inglehearn C;  et al. (1993). «Rhodopsin mutations in autosomal dominant retinitis pigmentosa.». Hum. Mutat. 2 (4): 249–55. PMID 8401533. doi:10.1002/humu.1380020403
- Garriga P, Manyosa J (2002). «The eye photoreceptor protein rhodopsin. Structural implications for retinal disease.». FEBS Lett. 528 (1-3): 17–22. PMID 12297272. doi:10.1016/S0014-5793(02)03241-6
- Mendes HF, van der Spuy J, Chapple JP, Cheetham ME (2005). «Mechanisms of cell death in rhodopsin retinitis pigmentosa: implications for therapy.». Trends in molecular medicine. 11 (4): 177–85. PMID 15823756. doi:10.1016/j.molmed.2005.02.007
- Inglehearn CF, Keen TJ, Bashir R;  et al. (1993). «A completed screen for mutations of the rhodopsin gene in a panel of patients with autosomal dominant retinitis pigmentosa.». Hum. Mol. Genet. 1 (1): 41–5. PMID 1301135. doi:10.1093/hmg/1.1.41
- Farrar GJ, Findlay JB, Kumar-Singh R;  et al. (1993). «Autosomal dominant retinitis pigmentosa: a novel mutation in the rhodopsin gene in the original 3q linked family.». Hum. Mol. Genet. 1 (9): 769–71. PMID 1302614. doi:10.1093/hmg/1.9.769
- Robinson PR, Cohen GB, Zhukovsky EA, Oprian DD (1992). «Constitutively active mutants of rhodopsin.». Neuron. 9 (4): 719–25. PMID 1356370. doi:10.1016/0896-6273(92)90034-B
- Fujiki K, Hotta Y, Hayakawa M;  et al. (1992). «Point mutations of rhodopsin gene found in Japanese families with autosomal dominant retinitis pigmentosa (ADRP).». Jpn. J. Hum. Genet. 37 (2): 125–32. PMID 1391967. doi:10.1007/BF01899733
- Olsson JE, Gordon JW, Pawlyk BS;  et al. (1992). «Transgenic mice with a rhodopsin mutation (Pro23His): a mouse model of autosomal dominant retinitis pigmentosa.». Neuron. 9 (5): 815–30. PMID 1418997. doi:10.1016/0896-6273(92)90236-7
- Andréasson S, Ehinger B, Abrahamson M, Fex G (1993). «A six-generation family with autosomal dominant retinitis pigmentosa and a rhodopsin gene mutation (arginine-135-leucine).». Ophthalmic paediatrics and genetics. 13 (3): 145–53. PMID 1484692. doi:10.3109/13816819209046483
- Inglehearn CF, Lester DH, Bashir R;  et al. (1992). «Recombination between rhodopsin and locus D3S47 (C17) in rhodopsin retinitis pigmentosa families.». Am. J. Hum. Genet. 50 (3): 590–7. PMC 1684283. PMID 1539595
- Fishman GA, Stone EM, Gilbert LD, Sheffield VC (1992). «Ocular findings associated with a rhodopsin gene codon 106 mutation. Glycine-to-arginine change in autosomal dominant retinitis pigmentosa.». Arch. Ophthalmol. 110 (5): 646–53. PMID 1580841
- Keen TJ, Inglehearn CF, Lester DH;  et al. (1992). «Autosomal dominant retinitis pigmentosa: four new mutations in rhodopsin, one of them in the retinal attachment site.». Genomics. 11 (1): 199–205. PMID 1765377. doi:10.1016/0888-7543(91)90119-Y
- Dryja TP, Hahn LB, Cowley GS;  et al. (1991). «Mutation spectrum of the rhodopsin gene among patients with autosomal dominant retinitis pigmentosa.». Proc. Natl. Acad. Sci. U.S.A. 88 (20): 9370–4. PMC 52716. PMID 1833777. doi:10.1073/pnas.88.20.9370
- Gal A, Artlich A, Ludwig M;  et al. (1992). «Pro-347-Arg mutation of the rhodopsin gene in autosomal dominant retinitis pigmentosa.». Genomics. 11 (2): 468–70. PMID 1840561. doi:10.1016/0888-7543(91)90159-C
- Sung CH, Davenport CM, Hennessey JC;  et al. (1991). «Rhodopsin mutations in autosomal dominant retinitis pigmentosa.». Proc. Natl. Acad. Sci. U.S.A. 88 (15): 6481–5. PMC 52109. PMID 1862076. doi:10.1073/pnas.88.15.6481
- Jacobson SG, Kemp CM, Sung CH, Nathans J (1991). «Retinal function and rhodopsin levels in autosomal dominant retinitis pigmentosa with rhodopsin mutations.». Am. J. Ophthalmol. 112 (3): 256–71. PMID 1882937
- Sheffield VC, Fishman GA, Beck JS;  et al. (1991). «Identification of novel rhodopsin mutations associated with retinitis pigmentosa by GC-clamped denaturing gradient gel electrophoresis.». Am. J. Hum. Genet. 49 (4): 699–706. PMC 1683182. PMID 1897520